# Wera Wiktorowna Timanowa

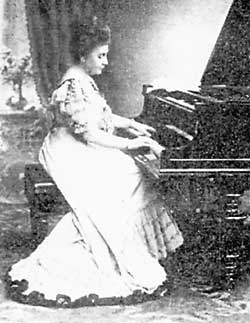
Fotografie, 1926

Wera Wiktorowna Timanowa (russisch Вера Викторовна Тиманова, in Deutschland auch bekannt als Vera Timanoff; * 6. Februarjul. / 18. Februar 1855greg. in Ufa; † 22. Februar 1942 in Leningrad) war eine russische Pianistin.

## Leben
Timanowa erhielt ihre erste musikalische Ausbildung in Ufa bei Ludwig Kazimirowitsch Nowitzky, sie trat schon im neunten Lebensjahr als Pianistin öffentlich auf. Sie studierte bei Anton Rubinstein und anschließend bei Carl Tausig in Berlin und war eine Schülerin von Franz Liszt in Weimar. Ihr Debüt in London gab sie 1880 bei den Konzerten im Covent Garden, worauf dort weitere sechs Konzerte folgten. Am 1. Juli 1907 spielte sie für die Freiburger Firma M. Welte & Söhne, Hersteller des Reproduktionsklaviers Welte-Mignon, vierzehn Stücke auf Klavierrollen ein. Nach einer  Karriere in Westeuropa kehrte sie 1907 nach Russland zurück. Ihr letzter öffentlicher Auftritt als 82-Jährige war 1937. Wera Timanowa verhungerte während der Leningrader Blockade.